# Kenyoeme pantherina
Kenyoeme pantherina là một loài bọ cánh cứng trong họ Cerambycidae.